# 日和姫
「日和姫」（ひよりひめ）は、PUFFYの27枚目のシングル。2009年2月25日にキューンレコードから発売された。

## 解説
2009年第1弾シングル。前作・前々作同様、初回生産版は2007年12月19日にSHIBUYA-AXで行われたライブの映像が収録されたDVD付き。
タイトル曲「日和姫」は、東京事変ボーカルの椎名林檎提供の楽曲。「お江戸流れ星IV」以来のアニメソングとなった。カップリング曲「DOKI DOKI」は、フジファブリックボーカルの志村正彦提供の楽曲である。

## 収録曲

### CD
1. 日和姫 [3:05]
作詞・作曲・編曲：椎名林檎
  - フジテレビ系「ノイタミナ」枠テレビアニメ『源氏物語千年紀 Genji』オープニングテーマ。
  - 椎名林檎のアルバム『逆輸入 〜港湾局〜』にセルフカバーされて収録。
  - 演奏は東京事変が行っている。
2. DOKI DOKI [3:27]
作詞・作曲・編曲：志村正彦
  - 森永乳業「エスキモーMOW」CMソング。
3. マイストーリー variation by agraph [4:25]
作詞：PUFFY 作曲・編曲：Anders Hellgren/David Myhr
  - 前作シングル曲「マイストーリー」の、agraph（電気グルーヴ等のサポートを行っているエンジニア牛尾憲輔のソロ・ユニット）によるリミックスバージョン。

### DVD
1. PUFFY TOUR 2007 honeysweeper 2007.12.19 SHIBUYA-AX VoL.3::くちびるモーション
2. PUFFY TOUR 2007 honeysweeper 2007.12.19 SHIBUYA-AX VoL.3::働く男
3. PUFFY TOUR 2007 honeysweeper 2007.12.19 SHIBUYA-AX VoL.3::ジェット警察
4. PUFFY TOUR 2007 honeysweeper 2007.12.19 SHIBUYA-AX VoL.3::アジアの純真